# Lijst van rijksmonumenten in Streefkerk
De plaats Streefkerk telt 15 inschrijvingen in het rijksmonumentenregister. Hieronder een overzicht.
| Object | Oorspronkelijke functie?  | Bouwjaar                 | Architect | Locatie                              | Coördinaten?                  | Nr.?  | Afbeelding |
| --- | ------------------------- | ------------------------ | --------- | ------------------------------------ | ----------------------------- | ----- | --- |
| Broekmolen | Industrie- en poldermolen | 1581                     |           | Wipwatermolen nabij Achterwaterschap | 51° 52' 57" NB, 4° 44' 36" OL | 34922 | Meer afbeeldingen |
| Kleine (Tiendweg) Molen | Industrie- en poldermolen | onbekend, voor 1751      |           | Beneden Tiendweg 2                   | 51° 53' 46" NB, 4° 44' 16" OL | 34923 | Meer afbeeldingen |
| Achtkante Molen | Industrie- en poldermolen | ca. 1761                 |           | Beneden Tiendweg 3                   | 51° 53' 41" NB, 4° 44' 7" OL  | 34924 | Meer afbeeldingen |
| Oude Weteringmolen | Industrie- en poldermolen | 1751 of eerder           |           | Beneden Tiendweg 5                   | 51° 53' 26" NB, 4° 44' 9" OL  | 34925 | Meer afbeeldingen |
| Sluismolen | Industrie- en poldermolen | 1710                     |           | Beneden Tiendweg 7                   | 51° 53' 45" NB, 4° 44' 16" OL | 34926 | Meer afbeeldingen |
| Boerderij met dwars woonhuis onder rieten zadeldak rechts een puntgevel met vlechtingen | Boerderij                 | 17e eeuw                 |           | Bergstoep 12                         | 51° 55' 1" NB, 4° 47' 22" OL  | 34927 | Meer afbeeldingen |
| Boerderij, met mooi rieten dak | Boerderij                 | 17e eeuw                 |           | Bergstoep 13                         | 51° 55' 0" NB, 4° 47' 20" OL  | 34928 | Boerderij, met mooi rieten dak                                                                                                  |
| Kleine boerderij met dwars woonhuis onder rieten dak. Vensters met goede roedenverdeling | Boerderij                 |                          |           | Bergstoep 14                         | 51° 54' 60" NB, 4° 47' 20" OL | 34929 | Meer afbeeldingen |
| Boerderij, waarvan het woongedeelte drie puntgevels met vlechtingen heeft. Stal onder rieten dak met rechts grote baanderdeuren                                                                                     | Boerderij                 | 17e eeuw                 |           | Bergstoep 28                         | 51° 54' 55" NB, 4° 47' 7" OL  | 34930 | Boerderij, waarvan het woongedeelte drie puntgevels met vlechtingen heeft. Stal onder rieten dak met rechts grote baanderdeuren |
| Grote, boerderij, waarvan de stal in het verlengde van het woonhuis ligt | Boerderij                 | 17e eeuw                 |           | Bergstoep 30                         | 51° 54' 54" NB, 4° 47' 4" OL  | 34931 | Meer afbeeldingen |
| Boerderij, waarvan woonhuis en stal onder een rieten zadeldak zijn gelegen | Boerderij                 | 1647                     |           | Bergstoep 80                         | 51° 54' 50" NB, 4° 45' 60" OL | 34934 | Meer afbeeldingen |
| Nederlands Hervormde Kerk | Kerk en kerkonderdeel     | ca. 1500 1914 (hersteld) |           | Kerkstraat 38                        | 51° 54' 2" NB, 4° 44' 38" OL  | 34935 | Meer afbeeldingen |
| De Liefde | Industrie- en poldermolen | 1893                     |           | Nieuwe Veer 42                       | 51° 54' 34" NB, 4° 45' 20" OL | 34937 | Meer afbeeldingen |
| Gedeelte van een boerderij onder zadeldak, met rieten dekking. De voorgevel heeft vlechtingen, staafankers en geblokte ontlastingsbogen met vullingen van siermetselwerk. Vormt een geheel met het buurnummer 81-82 | Boerderij                 | 17e eeuw                 |           | Nieuwe Veer 80                       | 51° 54' 14" NB, 4° 45' 8" OL  | 34939 | Meer afbeeldingen |
| Gedeelte van een boerderij onder zadeldak met rieten dekking. Vormt een geheel met het buurnummer 80 | Boerderij                 | 17e eeuw                 |           | Nieuwe Veer 82                       | 51° 54' 14" NB, 4° 45' 8" OL  | 34940 | Upload foto |